# María Fernanda Heredia
María Fernanda Heredia Pacheco (Quito, 1 de marzo de 1970) es una escritora ecuatoriana. Se especializa en cuentos y novelas dirigidas al público infantil y juvenil. Ha publicado más de cincuenta libros entre cuentos, novelas y relatos. Sus obras circulan en toda Latinoamérica, España y Estados Unidos.
Ha recibido en cinco ocasiones el Premio Nacional de Literatura Infantil y Juvenil Darío Guevara Mayorga, además del Premio Latinoamericano de Literatura Infantil y Juvenil Norma-Fundalectura, por su novela Amigo se escribe con H.
En 2014 recibió, junto a Roger Ycaza, el premio A la orilla del viento, del Fondo de Cultura Económica, por su libro "Los días raros". 
En 2023 recibió el Premio Cervantes Chico Iberoamericano, en Alcalá de Henares.

## Biografía
María Fernanda Heredia Pacheco nació en Quito, Ecuador, el 1 de marzo de 1970. Es escritora, ilustradora y diseñadora gráfica. Durante diez años se dedicó al diseño y a la publicidad como directora de arte en las agencias VIP Publicidad, Véritas Ogilvy / Mather, y Rivas Herrera Young / Rubicam.
La escritura estuvo presente en su vida desde la infancia, "Fui una niña muy tímida, y un día, gracias a un diario que me regaló mi papá, descubrí que ese cuaderno me confería superpoderes, cuando escribía no tenía miedo a nada, me olvidaba de mi soledad, de mi timidez, de mi incapacidad para hacer amigos y me divertía muchísimo". La escritura fue durante muchos años un ejercicio privado de autodescubrimiento, un juego creativo y también un permanente diálogo silencioso. En 1993, de manera circunstancial, publicó su primer relato en la revista "Ser Niño" de Editorial Don Bosco. El cuento se llamaba "El silencio" y ese fue el punto de partida para un cambio radical en su vida profesional. A mes seguido y durante dos años publicó sus cuentos en esta revista infantil y poco a poco su tarea como escritora comenzó a perfilarse en el medio cultural de la ciudad de Quito. En 1997 la editorial Libresa publicó los cuentos infantiles "Gracias" y "¿Cómo debo hacer para no olvidarte?", escritos e ilustrados por la autora, y ese mismo año ambas obras recibieron el Premio Nacional de Literatura infantil Darío Guevara Mayorga en las categorías mejor cuento y mejor ilustración.
En 2002 escribió su primera novela a la que tituló Amigo se escribe con H. Ese año la novela recibió en Colombia el Premio Latinoamericano de Literatura infantil y juvenil Norma Fundalectura, y muy pronto esa novela comenzó a circular y a reimprimirse en todo el continente, convirtiéndose en una de las más leídas entre el público infantil.
Sus cuentos y novelas comenzaron a publicarse en toda América. Para entonces, Heredia había dejado definitivamente la publicidad y se había vinculado al sector editorial. Durante diez años fue editora y promotora de lectura en Santillana Ecuador. Desde 2008 y durante diez años, fue articulista de la revista «Hogar» en Ecuador, con la página mensual «Malabares cotidianos» que en clave de humor explora diversas anécdotas y vivencias femeninas. En 2009 decidió enfocarse exclusivamente en su literatura, y desde entonces es escritora a tiempo completo. Ha realizado más de cinco giras de promoción por Latinoamérica y España. Con frecuencia dicta talleres de escritura creativa para niños, adolescentes y adultos.
En el año 2018 publicó el libro "Que vuelen los pájaros" una selección de sus mejores artículos de humor dirigido al público adulto.
En el año 2019, Unicef la convocó para recoger testimonios de niños y jóvenes venezolanos en situación de movilidad humana, que dejaron su país y atravesaron Colombia, Ecuador y Perú junto a sus familias, en búsqueda de nuevas oportunidades. Estos testimonios se convirtieron en cuentos, y fueron publicados en el libro "Relatos de caminantes", cuya venta va en beneficio de los proyectos de Unicef en apoyo a la infancia. Ese mismo año, Unicef la nombró "Amiga de Unicef".
María Fernanda Heredia ha publicado más de 50 libros entre cuentos y novelas para niños y jóvenes. Ha recibido en cinco ocasiones el Premio Nacional de Literatura infantil Darío Guevara Mayorga. En 2003 su libro "Por si no te lo he dicho" recibió en Estados Unidos el Premio Benny, de la Printing Industries of America. En 2015 su libro «Los días raros» -escrito junto a Roger Ycaza- recibió el Premio A la orilla del viento, del Fondo de Cultura Económica. Y en 2023 recibió el Premio Cervantes Chico Iberoamericano, otorgado por la Universidad de Alcalá de Henares.
Con motivo de la edición conmemorativa de su libro "Por si no te lo he dicho", a los veinte años de su primera publicación, presentó oficialmente su sello editorial "Delfina".

## Estilo
Sus lectores y editores destacan su estilo sencillo, pleno de emociones y sentido del humor.
Heredia escribe, según sus propias palabras: «para lectores que a través del humor y el amor descubren las claves para entender el sentido de la vida».[cita requerida]
Son parte relevante de su obra los personajes de los abuelos, que le dan un sentido de afecto, calidez y sabiduría a cada situación. Son también muy significativas las historias que abordan el tema del primer amor, como en sus obras "Amigo se escribe con H" "Cupido es un murciélago" "Hay palabras que los peces no entienden" "Operativo corazón partido", etc. donde el amor romántico queda en segundo plano para dar paso a un primer amor divertido, real y a veces disparatado. También sus obras cuestionan el mundo de los adultos -divorcio, abandono, ruptura, violencia intrafamiliar- o problemáticas actuales del ámbito escolar como el bullying, acoso, hostigamiento, sexting, etc.
Aunque su estilo es siempre fresco y sutil, éste no elude el abordar temáticas serias e importantes en la vida de niños y jóvenes, logrando así una identificación natural y espontánea con el lector. 
En sus propias palabras: «Creo que el lenguaje sencillo, claro y la metáfora amplia me permiten llegar a los niños sin artificios. Intento generar un diálogo profundo con el lector, que cada historia sea una ocasión para disfrutar de la lectura, pero también para suscitar reflexiones hondas... un viaje personal en todos los sentidos».

## Obras
Hasta el momento ha publicado cincuenta y dos obras desde su primer cuento titulado "El silencio" en 1997 hasta "Hay más cosas" del año 2023:
- El silencio (1997)
- Gracias (1997)
- ¿Cómo debo hacer para no olvidarte? (1997)
- El regalo de cumpleaños (2000)
- ¿Hay alguien aquí? (2001)
- Amigo se escribe con H  (2003)
- Se busca Papá Noel, se busca príncipe azul (2003)
- El oso, el mejor amigo del hombre (2003)
- Por si no te lo he dicho (2003)
- El premio con el que siempre soñé (2003)
- Cupido es un murciélago (2004)
- Is somebody here? (2005)
- El contagio (2005)
- ¿Quieres saber la verdad? (2006)
- Fantasmas a domicilio (2006)
- Hay palabras que los peces no entienden (2006)
- ¿Dónde está mamá? (2007)
- Foto estudio corazón (2007)
- El club limonada (2007)
- Cuatro ojos (2007)
- Operativo corazón partido (2009)
- El puente de la soledad (2009)
- Hola, Andrés, soy María otra vez...(2010)
- El mejor enemigo del mundo (2010)
- Patas arriba (2011)
- Yo nunca digo Adiós (2011)
- La luciérnaga sabe (2011)
- Bienvenido, Plumas (2012)
- Lo más raro de mi casa (2012)
- La sombra sonríe (2012)
- El Plan Termita (2013)
- La lluvia sabe por qué (2013)
- 300 kilómetros con Rebeca (2014)
- Los días raros (2014)
- Un verano con los villanos (2015)
- Los fantasmas tienen buena letra (2017)
- No estás solo, Maxi (2017)
- Los astronautas (2018)
- Todo empezó cuando soñé contigo (2018)
- Que vuelen los pájaros (2018)
- Los fantasmas huelen a vainilla (2019)
- Marcela Leona (2019)
- Alma y Federico (2019)
- Voces de caminantes (2019)
- Cuando despierte el viento (2020)
- El hijo del Montonero (2020)
- Cuando volvamos a ver el mar (2021)
- Los fantasmas saben volar (2022)
- Mejórate pronto, Dindín (2023)
- ¿De qué tamaño es la felicidad? (2023)
- Hay más cosas (2023)

## Premios y reconocimientos
- Premio Nacional Darío Guevara Mayorga, categorías mejor cuento infantil y mejor ilustración. Otorgado por el municipio de Quito en el año 1997 a la obra Cómo debo hacer para no olvidarte.[5][4]
- Premio Latinoamericano de Literatura Infantil y Juvenil Norma-Fundalectura, categoría mejor cuento infantil para niños de 6 a 10 años. Otorgado por Editorial Norma y la fundación Fundalectura en el año 2003 a la obra Amigo se escribe con H.[6]
- Premio Benny, categoría mejor ilustración de un libro infantil. Otorgado por la Printing Industries of America (PIA) en el año 2003 a la obra Por si no te lo he dicho.[2][4]
- Premio A la orilla del viento, del Fondo de Cultura Económica con el libro "Los días raros", en el año 2014, escrito en conjunto con Roger Ycaza.[3][4]
- Algunos de sus libros constan en las listas de recomendados de Fundalectura, Banco del libro, Organización Internacional para el Libro Juvenil (en inglés:IBBY o International Board on Books for Young People), White Raven, Fundación Cuatrogatos, etc.
- Premio Cervantes Chico Iberoamericano 2023.[7]